# Žuta Lokva
Žuta Lokva (srbsky Жута Локва) je malá vesnice v Chorvatsku v Licko-senjské župě. Je součástí opčiny Brinje, od jejíhož stejnojmenného střediska se nachází asi 8 km na jihovýchod. V roce 2011 zde žilo 17 obyvatel, což činí Žutu Lokvu po vesnici Glibodol druhou nejmenší vesnici v opčině Brinje.
Vesnice leží na silnici D23, blízko prochází dálnice A1, z níž na Žutu Lokvu existuje exit 9. Sousedními vesnicemi jsou Melnice, Prokike a Rapain Klanac.